# Александр (военачальник Антигона I Одноглазого)
Александр (др.-греч. Ἀλέξανδρος; IV век до н. э.) — македонский аристократ, военачальник на службе Антигона I Одноглазого.
Единственное упоминание Александра в античных источниках связано с его участием в осаде Родоса 305—304 годов до н. э. Командующий войсками Антигона I Одноглазого под Родосом Деметрий Полиоркет постарался взять город с помощью изменника. Он связался с командиром наёмников Афинагором. Тот притворно согласился на его предложения и даже назначил место встречи, где можно было бы обсудить детали очередного штурма. Деметрий понадеялся на Афинагора и отправил на встречу Александра, которого Диодор Сицилийский охарактеризовал «другом» Деметрия из Македонии. В данном случае, под «другом» Деметрия автор понимал титул одного из ближайших к правителю приближённых с неограниченными полномочиями. Р. Биллоуз охарактеризовал Александра другом и высокопоставленным офицером в свите Деметрия.
Однако, Афинагор раскрыл детали переговоров с Деметрием на заседании городского совета. В одном из подземных туннелей, где должна была состояться встреча, Александра схватили и доставили в Родос. Вначале родосцы хотели казнить «друга» Деметрия, однако позже согласились на выкуп. Дальнейшая судьба Александра неизвестна.